# Arzneimittel-Lieferengpass

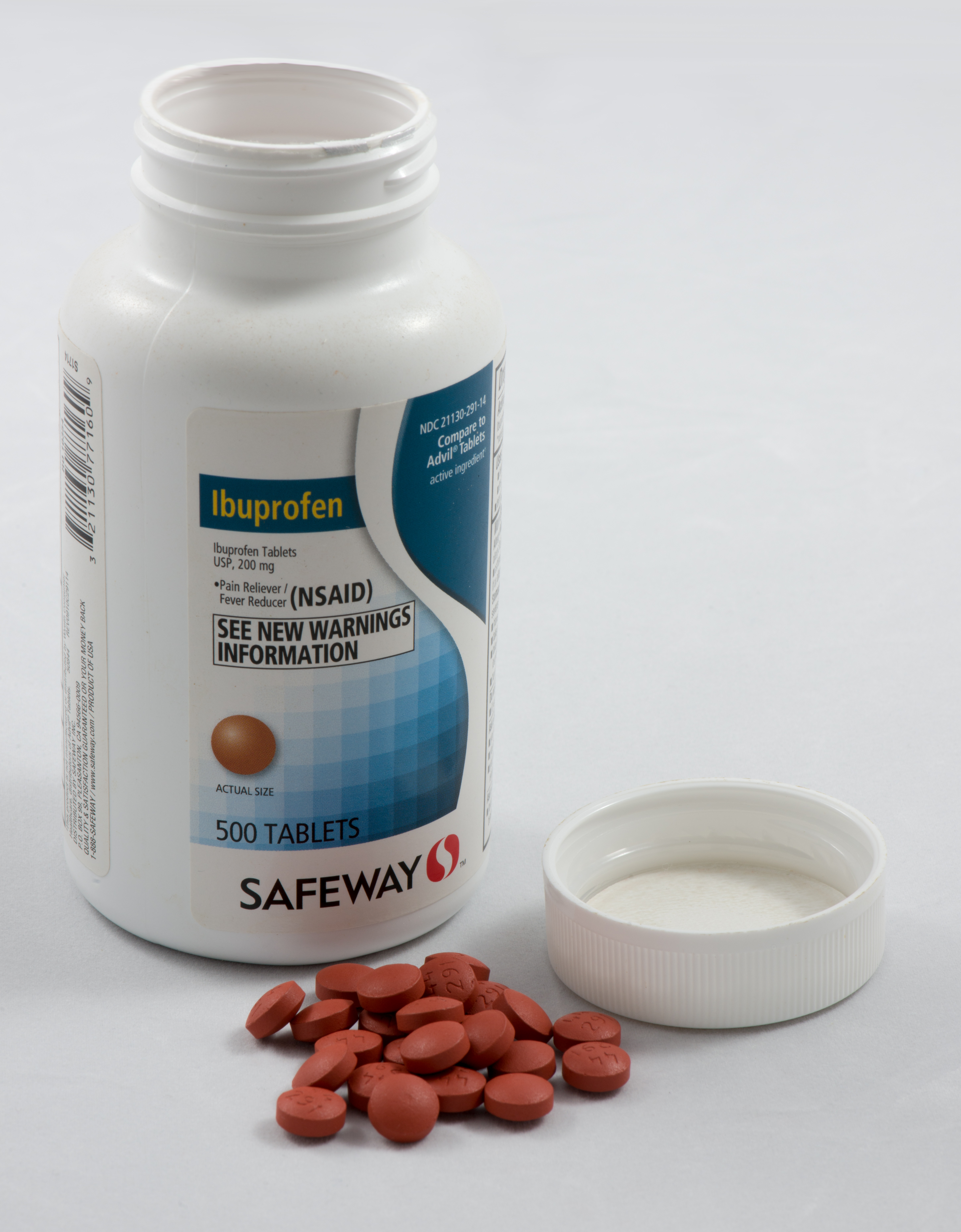
Durch Ausfälle in der Wirkstoffproduktion kam es für bestimmte Dosisstärken des verbreiteten Schmerzmittels Ibuprofen in Deutschland wiederholt zu Lieferengpässen.

Ein Arzneimittel-Lieferengpass ist ein längerfristiger Lieferengpass durch Unterbrechung der Lieferkette von Arzneimitteln, z. B. durch Produktionsausfälle. Für Humanarzneimittel definiert das deutsche Bundesinstitut für Arzneimittel und Medizinprodukte (BfArM) einen Lieferengpass als eine mindestens zweiwöchige Lieferunfähigkeit.
Lieferengpässe traten in den letzten Jahren vermehrt auf, zunehmend auch für lebenswichtige Medikamente.

## Allgemeines
Arzneimittel-Lieferengpässe sind eine Unterart der Lieferengpässe und gehören zu den Verfügbarkeitslücken. Lieferengpässe können konkret eine Angebotslücke darstellen, aber auch auf einen Nachfrageüberhang zurückzuführen sein und alle denkbaren Produkte betreffen. Derartige Engpässe sind von besonderer Bedeutung, wenn keine Substitutionsgüter als Alternative vorhanden sind oder wenn durch den Engpass lebensbedrohliche oder schwerwiegende Erkrankungen nicht behandelt werden können (Versorgungsengpass).
Angesichts der globalen Konzentrierung der pharmazeutischen Wirkstoffherstellung auf einige wenige Firmen sind großflächige Lieferengpässe durch unvorhergesehene, beispielsweise durch Katastrophen ausgelöste, Produktionsausfälle nicht auszuschließen. Der Ausbruch der Coronavirus-Epidemie 2019 in China alarmierte Abnehmer in verschiedenen Teilen der Welt. In der zentralchinesischen Provinz Hubei mit der Hauptstadt Wuhan, dem Zentrum des Ausbruchs, ist ein Großteil der Produzenten pharmazeutischer Rohstoffe angesiedelt. Zirka 80 Prozent der Ausgangsstoffe, die Indiens Pharmaindustrie zu Arzneimitteln für den weltweiten Markt verarbeitet, kommen aus China. Indiens Arzneimittelproduzenten zufolge führe das Coronavirus bereits mit Stand März 2020 zu Engpässen und zu Preissteigerungen. Zuvor hatte 2018 der mehrmonatige Ausfall einer von weltweit sechs Fabrikationsanlagen für den verbreitet verwendeten Schmerzwirkstoff Ibuprofen in Texas und die resultierenden Verknappungen für Aufsehen gesorgt.

## Deutschland
2012 rückte das in den USA seit geraumer Zeit beobachtete Problem der Arzneimittelverknappung („Drug Shortage“) über Publikation zu möglichen analogen Entwicklungen für Deutschland in den Blick. Demzufolge stehe im Fokus die Globalisierung, in deren Zuge ein Großteil der arzneilichen Wirkstoffe in Schwellenländern wie Indien und China hergestellt würden, was neben Qualitätsproblemen auch Abhängigkeiten in der Versorgung erzeuge. Problematisch seien weiterhin die Ausschreibungsverfahren der gesetzlichen Krankenversicherungen (Rabattverträge mit Arzneimittelherstellern) und das mit dem Arzneimittelmarktneuordnungsgesetz (AMNOG) geschaffene Kontrollinstrument der „Frühen Nutzenbewertung gemäß § 35a SGB V“. Nachdem sich die Deutsche Krankenhausgesellschaft (DKG) im November 2012 alarmiert über die Versorgungssituation in Kliniken geäußert hatte, erkannte das Bundesministerium für Gesundheit (BMG)  Handlungsbedarf und fasste Maßnahmen ins Auge.
Im Jahre 2013 führte das BfArM die Veröffentlichung einer Liste der Lieferengpässe ein. Die Einträge beruhen auf freiwilligen Meldungen der Hersteller und beinhalten hauptsächlich nur solche Engpässe, die voraussichtlich länger als 14 Tage bestehen werden für Arzneimittel, die „überwiegend zur Behandlung lebensbedrohlicher oder schwerwiegender Erkrankungen bestimmt sind und keine Alternativpräparate verfügbar sind“ (versorgungsrelevante Arzneimittel).
Seit 2016 beschäftigen sich Bundesoberbehörden und Fachkreise als Ergebnis des „Pharmadialogs“ der Bundesregierung im Rahmen eines eigens eingerichteten „Jour Fixe“ mit der Beobachtung und Bewertung von Lieferengpässen und ihren Auswirkungen auf die Versorgungslage. Nach Angaben der Behörde handele es sich bei einem Lieferengpass nicht gleichzeitig immer um einen Versorgungsengpass, da oftmals alternative Arzneimittel zur Verfügung stünden, durch die die Versorgung weiter sichergestellt werden könne. Pharmazeutische Unternehmen sehen die Ursachen für Lieferengpässe unter anderem in der „...Zunahme regulatorischer Anforderungen, Produktionsprobleme oder Engpässe bei Ausgangsstoffen. Andere Gründe für Engpässe seien Nachfrageschwankungen, der ‚Preis- und Rabattdruck‘, Verteilungs- und Lagerprobleme sowie unternehmerische Entscheidungen.“
Zahlreiche lokale und überregionale Medien berichteten wiederholt über Probleme bei der Versorgung mit Medikamenten. Verschärft werden Lieferengpässe zum Teil durch die Geschäfte von Pharmahändlern, die Arzneimittel im EU-Ausland absetzen, wo sie sich teurer verkaufen lassen als hierzulande.
Die Bundesregierung erklärte Ende 2019 die Absicht, mit rechtlichen Maßnahmen der Lieferengpass-Problematik gegenzusteuern zu wollen. Das Fairer-Kassenwettbewerb-Gesetz vom 22. März 2020 (BGBl. I S. 604) sieht strengere Meldepflichten für Pharmafirmen und Großhändler vor, ferner kann die Behörde ihnen bei Knappheit eine Vorratslagerung anordnen. Um auf Medikamentenmangel schnell und unbürokratisch reagieren zu können, räumt die Regierung den Apotheken bei Engpässen mehr Spielraum bei der Arzneimittelabgabe ein.
Im November 2022 wurde zu Plänen des deutschen Gesundheitsministers Karl Lauterbach bekannt, Lieferengpässe bei Medikamenten unter anderem durch eine Veränderung des EU-Vergaberechts und durch ein deutsches Gesetz für die Einkaufspraxis bekämpfen zu wollen. Im Juni 2023 beschloss der Bundestag das Arzneimittel-Lieferengpassbekämpfungs- und Versorgungsverbesserungsgesetz (ALBVVG). Hersteller werden verbindlich zur Bevorratung verpflichtet, Preis- und Austauschregeln werden gelockert bzw. vereinfacht und die Anbietervielfalt für Antibiotika soll erhöht werden.

## Österreich
Seit es 2018 für Pharmaunternehmen in Österreich die Möglichkeit gibt, Lieferengpässe auf elektronischem Weg an das Bundesamt für Sicherheit im Gesundheitswesen (BASG) zu melden, sind viel mehr Meldungen eingegangen. Wegen der stetigen Zunahme von Lieferschwierigkeiten befasst sich eine Expertenrunde aus Angehörigen der Ärzte- und Apothekerkammer, des pharmazeutischen Großhandels, der Patientenanwaltschaft, des BMASGK, der Wirtschaftskammer, der Interessensvertretungen der pharmazeutischen Industrie sowie der Wissenschaft und des Hauptverbands der österreichischen Sozialversicherungsträger mit Maßnahmen, die helfen sollen, die Arzneimittelversorgung im Land zu sichern.
Das BASG hat eine Verordnung entworfen, die die Einführung einer gesetzlichen Meldeverpflichtung für Vertriebseinschränkungen von rezeptpflichtigen Medikamenten sowie ein Exportverbot vorsieht, und 2019 der EU-Kommission zwecks Notifizierung vorgelegt.

## Weitere EU-Länder
Auch aus anderen europäischen Ländern werden Lieferengpässe von beachtlichem Ausmaß berichtet. Seit 2016 befasst sich eine von der Europäischen Arzneimittelagentur (EMA) und der Heads of Medicines Agencies (HMA) eingesetzte Task Force mit Verfügbarkeitsproblemen, einschließlich zugelassener, aber nicht in den Verkehr gebrachter Arzneimittel sowie Störungen der Lieferkette. Informationen über aktuelle Arzneimittel-Lieferengpässe, von denen mehrere Mitgliedstaaten der EU betroffen sind oder betroffen sein könnten, veröffentlicht die EMA in einem Shortages Catalogue.
Im Mai 2018 veröffentlichte die EU-Kommission die Ergebnisse einer Umfrage zu den Maßnahmen, mit denen die Mitgliedstaaten die gemäß den EU-Rechtsvorschriften geforderte kontinuierliche Versorgung mit Arzneimitteln sicherstellen sollen.

## Schweiz
Schweizer Zeitungen berichteten 2019, dass Medikamenten-Lieferengpässe ein „Dauerbrenner“ seien, da seit Jahren manche Arzneimittel in der Schweiz nicht lieferbar seien. Nahezu 600 Medikamente und Impfstoffe fehlten mit Stand Juni. In den Jahren zuvor hatte die Fachpresse über die Versorgungssituation in Schweizer Spitälern aufgrund von Lieferproblemen informiert. 2015 schrieb der Bund eine Meldepflicht bei Mangel oder Lieferengpässen von lebenswichtigen Arzneimitteln fest. Zudem wurde eine Pflichtlagerhaltung für Hersteller und Importeure eingeführt, die bestimmte wichtige Medikamente wie Antibiotika, starke Schmerzmittel und Opiate sowie Tuberkulose-Mittel umfasst. Neben anderen Ursachen soll es in der Schweiz auch deswegen zu Verknappungen kommen, weil Produkte aus Rentabilitätsgründen eingestellt oder Zulassungen erst gar nicht beantragt würden, da der Schweizer Markt eher klein sei.
Krankenhausapotheker beklagten die aufwändigen und teueren Therapieumstellungen, die sich aus den Lieferengpässen ergäben und im Fall von Exportverboten im umliegenden Ausland weiter verschlimmern könnten. Vereinzelt hätten Ärzte bei der Nichtlieferbarkeit des Wehenmittels Oxytocin im Winter 2018 auf Tierarzneimittel ausweichen müssen.

## USA
In den USA werden Arzneimittel-Lieferengpässe ebenfalls seit einigen Jahren beobachtet, weswegen die amerikanische Arzneimittelbehörde U.S. FDA im Juli 2018 eine Task Force eingerichtet hat. Diese soll Ursachen der Lieferengpässe ergründen und Maßnahmen zur Vermeidung erarbeiten. Einer Studie der Task Force zufolge sollen zwischen 2013 und 2017 insbesondere Parenteralia betroffen gewesen sein, ein Großteil davon solche im generischen Markt. Die Ursachen seien multifaktoriell, eine Rolle spielten eine unter Aspekten einer freien Wirtschaft untypische Preisgestaltung, unzureichende Qualitätssicherung und zu viel Bürokratie.